# Udea thermantoidis
Udea thermantoidis là một loài bướm đêm thuộc họ Crambidae. Nó là loài đặc hữu của Hawaii.